# Aeonium sedifolium
Aeonium sedifolium is een overblijvende plant uit de vetplantenfamilie (Crassulaceae). De plant is endemisch op de westelijke Canarische Eilanden.

## Naamgeving enetymologie
- Synoniemen: Sempervivum sedifolium (Webb et Bolle) Christ, Aichryson sedifolium Webb ex Bolle, Sempervivum masferreri Hillebr.
- Spaans: Bejequillo menudo

De botanische naam Aeonium is afgeleid uit het Oudgriekse αἰώνιος, aiōnios (eeuwig), naar de overblijvende bladeren. De soortaanduiding sedifolium verwijst naar het zustergeslacht Sedum (vetkruid) en naar het Latijnse folium (blad), naar de gelijkenis met dat geslacht.

## Kenmerken
Aeonium sedifolium is een overblijvende, kruidachtige plant of kleine struik met vertakte stengels. De ronde bladrozetten zijn in verhouding tot de meeste Aeoniums klein en bestaan uit dikke, vlezige ei- tot spatelvormige bladeren die eerder aan het geslacht Sedum doen denken. De bladeren voelen kleverig aan en zijn aanvankelijk groen maar vertonen al snel rode strepen.
De bloeiwijze is een korte tros met kleine, goudgele bloemen.

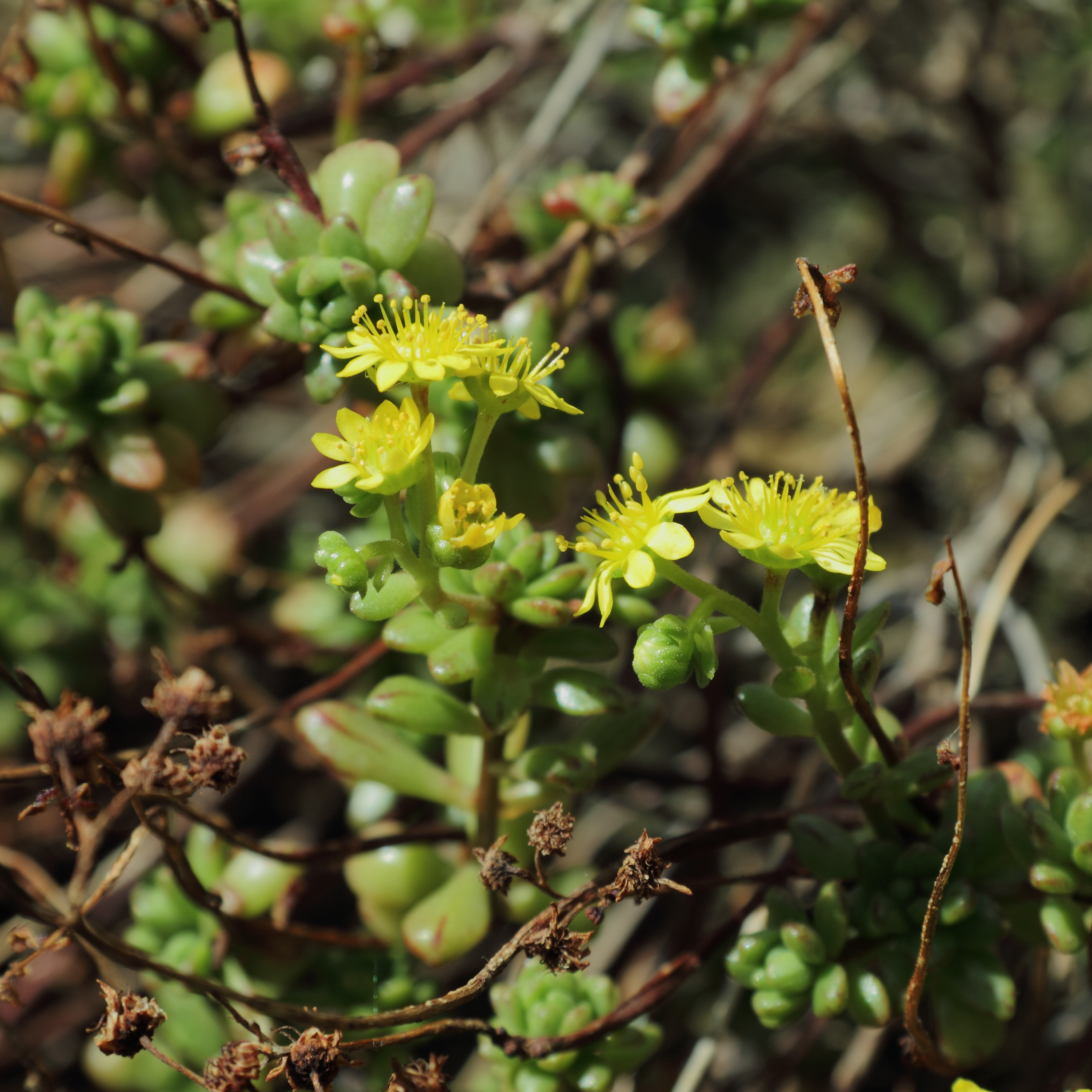
detail bloemscherm

De plant bloeit van april tot mei.

## Habitaten verspreiding
Aeonium sedifolium groeit op zonnige of licht beschaduwde plaatsen op verweerde vulkanische bodem.
De plant is endemisch op de westelijke Canarische eilanden Tenerife, La Palma en La Gomera.
... · 
A. arboreum · 
A. canariense · 
A. davidbramwellii · 
A. glandulosum · 
A. glutinosum · 
A. goochiae · 
A. hierrense · 
A. nobile · 
A. sedifolium · 
A. spathulatum · 
...